# طلال مبارك
طلال مبارك (مواليد 10 أغسطس 1986) لاعب كرة قدم إماراتي يجيد اللعب في الدفاع.
لعب سابقاً في النادي العربي في الفئات السنية ولعب بعدها لأندية الحمرية وعجمان و الشعب وعاد إلى الحمرية عام 2017 .

## روابط خارجية
- طلال مبارك على موقع قاعدة بيانات كرة القدم.إي يو (الإنجليزية)
- طلال مبارك على موقع Soccerway.com (الإنجليزية)
- طلال مبارك على موقع كووورة